# Handstein

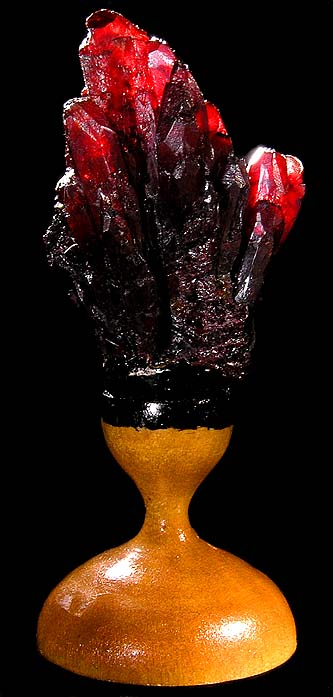
Proustit-Handstein auf einem Holzsockel

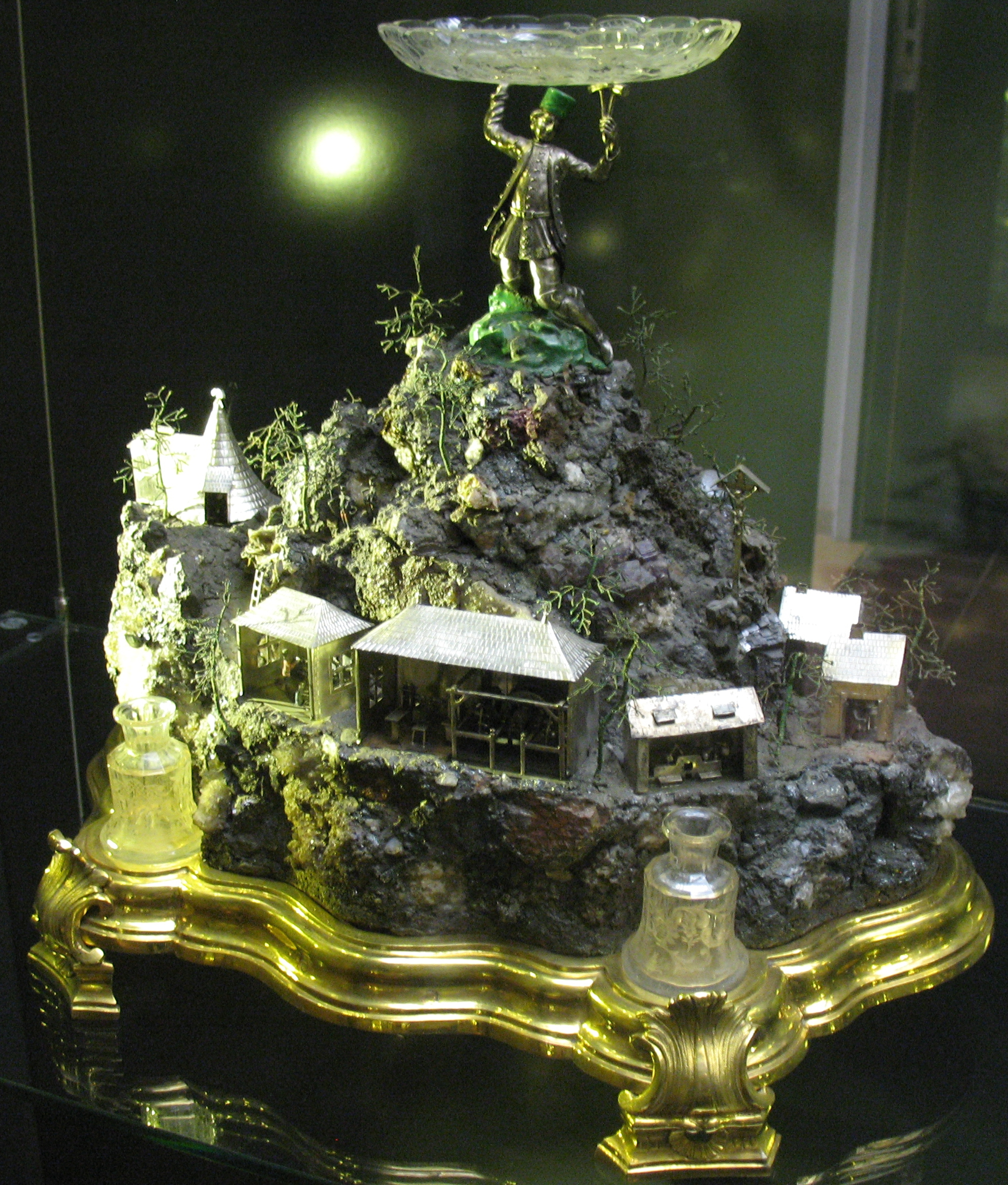
Wertvoller Handstein, verziert mit z. T. vergoldetem Silber, gefertigt um 1740 in Banská Bystrica (Slowakei); ausgestellt im Deutschen Bergbau-Museum Bochum

Ein Handstein (von Hand-Gestein), nicht zu verwechseln mit Handstück, ist ein Begriff aus der Mineralogie und bezeichnete ursprünglich eine besonders schön kristallisierte Mineral- oder Erzstufe, welche der Bergmann wegen seiner handlichen Größe als Betrachtungsobjekt ans Tageslicht mitbringen konnte, wie beispielsweise ein Stück aus „Rotgültigerz“ (Proustit oder Pyrargyrit).
In der Folge wird der Begriff Handstein für künstlerisch bearbeitete Erzstufen verwendet, die auf versilberten oder vergoldeten Sockeln befestigt wurden. Dargestellt werden Bergwerkszenen auch unter Einbindung religiöser Symbole.
Die im 16. Jahrhundert  in der Zeit der Spätrenaissance und besonders im Manierismus entstandenen Handsteine vereinen Natur und Kunst und es entstehen bizarre und aus kostbaren Mineralien und Kristallen gefertigte Anschauungsstücke. Diese wurden von wohlhabenden Bürgern oder Fürsten gesammelt und in deren Kunst- und Wunderkammern ausgestellt.
Erwiesener Herstellungsort ist St. Joachimsthal in Tschechien mit Concz Welcz (der arbeitete nach 1520) und Caspar Ulich, der dort im dritten Viertel des 16. Jahrhunderts Handsteine fertigt.
Im 18. Jahrhundert erlebte die Handsteinfertigung eine Wiederbelebung, die sich durch die Verwendung stets vieler und verschiedene Materialien auszeichnete. Die Handsteine wurden unter anderem als Tafelaufsatz  verwendet und stellen nach wie vor damaliges Bergbauwesen und Bergbautechnik dar. Bekannt sind Handsteine aus Herrengrund in der Slowakei aus der Zeit um 1730.
Anhand von Analysen der verwendeten Mineralien  konnten  Handsteine aus dem 18. Jh. ihren Entstehungsorten zugeordnet werden, vor allem sind dies Gebiete in der Tschechien um Příbram und um  Kremnitz, Banská Bystrica, Banská Štiavnica und Neusohl in der heutigen Slowakei. Das Füll- oder Klebematerial zwischen den Mineralien wurde ebenfalls untersucht und ergab Baumharz.